# Deborah Warner

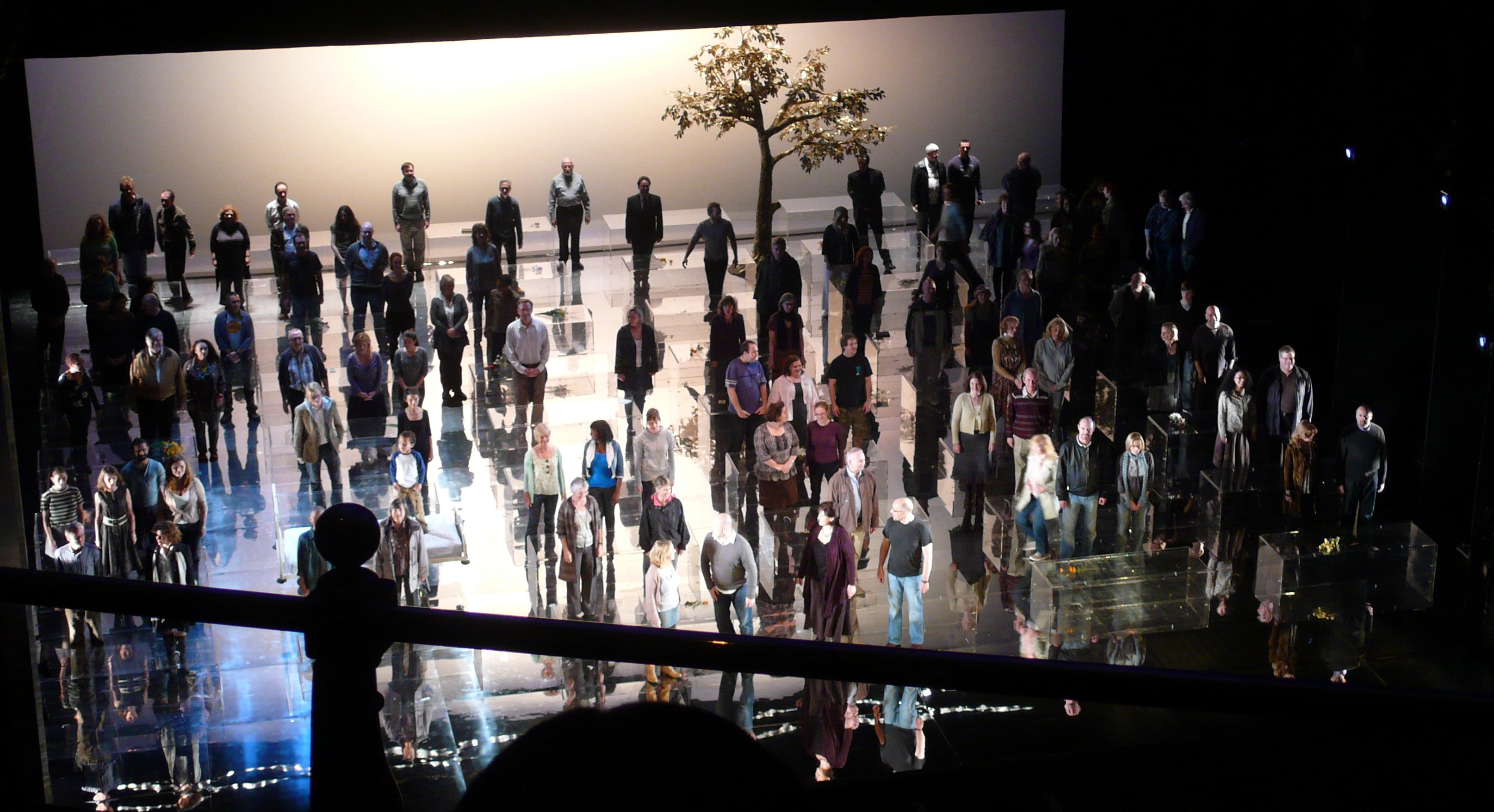
Die inszenierung Deborah Warners von Händels Messiah (London Coliseum, 2009)

Deborah Warner CBE (geboren am 12. Mai 1959 in Oxfordshire, England) ist eine englische Theater- und Opernregisseurin.
Mit 21 Jahren leitete Warner bereits eine eigene Theatertruppe. 1987 kam sie zur Royal Shakespeare Company und mit nur dreißig Jahren wurde sie Hausregisseurin am Royal National Theatre. Sie bevorzugt klassische Tragödien von Sophokles bis Shakespeare, hat aber auch bei Büchner, T.S. Eliot und Beckett Regie geführt.
1993 holte sie Schauspielchef Peter Stein zu den Salzburger Festspielen, wo sie Coriolan mit Bruno Ganz in der Titelrolle inszenierte. Die turbulente Produktion stieß auf heftiges Publikumsinteresse, wurde jedoch von der Presse verrissen: „Ben Hur für Arme“ (Der Spiegel) und „Indianerspiele im Shakespeare-Corral“ (Frankfurter Allgemeine). Bessere Resonanz bekam sie für ihr Salzburg-Gastspiel im Jahr 1996 mit Richard II., der zuvor in London verrissen, in Paris jedoch bejubelt worden war. Die Titelrolle spielte Fiona Shaw, mit der sie eine langjährige professionelle Partnerschaft verbindet. Shaw spielte in Warners Inszenierungen auch die Hedda Gabler, die Elektra und die Medea, sowie Brechts Mutter Courage und Den guten Menschen von Sezuan.
Langjährige Zusammenarbeit besteht auch mit der Bühnen- und Kostümbildnerin Chloé Obolensky.

## Auszeichnungen
- 1988 Laurence Olivier Award for Best Director – Titus Andronicus
- 1992 Laurence Olivier Award for Best Director of a Play – Hedda Gabler
- 1992 Chevalier des Ordre des Arts et des Lettres
- 2006 Commander of the Order of the British Empire (CBE)[1]